# Černošín
Černošín település Csehországban, Tachovi járásban. Černošín Planá, Bor, Olbramov, Stříbro, Svojšín, Záchlumí, Ošelín és Horní Kozolupy településekkel határos. Lakosainak száma 1199 fő (2024. január 1.).

## Népesség
A település lakosságának változását az alábbi diagram mutatja:
| Lakosok száma | 2539 | 2723 | 2845 | 1361 | 1296 | 1055 | 1154 | 1150 | 1133 | 1199 |
|               | 1869 | 1890 | 1921 | 1950 | 1980 | 2001 | 2017 | 2019 | 2022 | 2024 |